# Matt Lintz

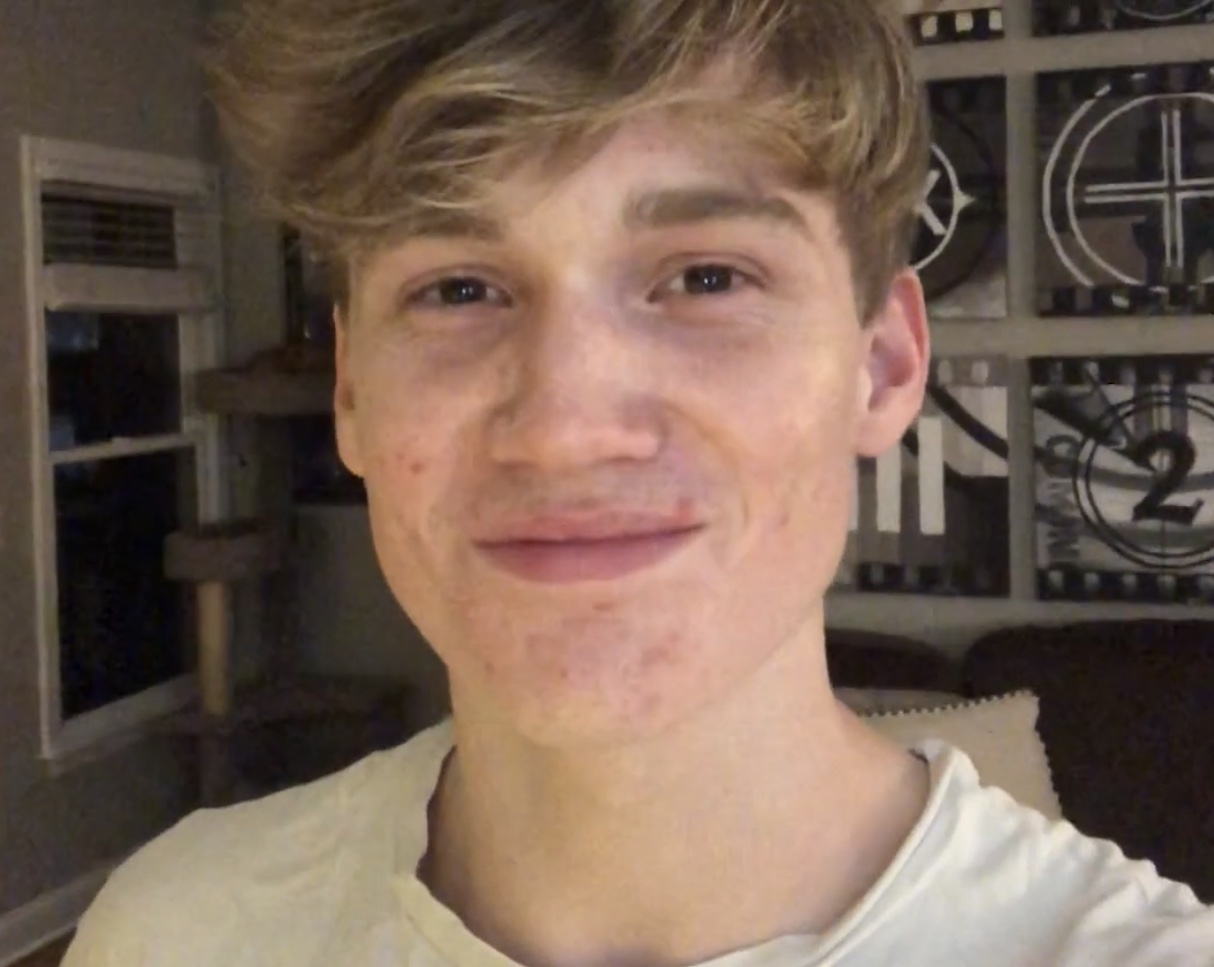
Matt Lintz (2019)

Matthew „Matt“ Lintz (* 23. Mai 2001 in Fargo, Georgia) ist ein US-amerikanischer Schauspieler.

## Leben und Karriere
Matt Lintz wurde als Sohn der Schauspielerin Kelly Collins Lintz im US-Bundesstaat Georgia geboren. Seine älteren Schwestern Mackenzie und Madison sowie sein jüngerer Bruder Macsen sind ebenfalls Schauspieler. 
Matt Lintz übernahm bereits im Alter von vier Jahren ersten Rollen in Werbespots und als Voiceover-Sprecher. 2009 erhielt er als Mark im Horrorfilm Halloween II seine erste Rolle als Schauspieler. Es folgten Gastauftritte in den Serien Memphis Beat und Army Wives. 2011 wurde er als Victor Van Ravensway für die Musikkomödie Cinderella Story – Es war einmal ein Lied in einer Nebenrolle besetzt. Anschließend folgten Auftritte in den Serien Revolution, Banshee – Small Town. Big Secrets. und Sleepy Hollow. 2014 wurde Lintz in einer kleinen Rolle für den Spielfilm Kill the Messenger besetzt. Ein Jahr darauf war er als Matty Van Patten in der Filmkomödie Pixels zu sehen.
2018 übernahm er in der ersten Staffel der Serie The Alienist – Die Einkreisung die Rolle des Stevie Taggert. Von 2018 bis 2019 trat er als Henry in der neunten und zehnten Staffel der Serie The Walking Dead in einer wiederkehrenden Rolle auf. Bereits seit der siebten Staffel stellte sein jüngerer Bruder Macsen die Rolle in einer jüngeren Version dar. Schon in den ersten beiden Staffeln der Serie trat seine Schwester Madison von 2010 bis 2012 als Sophia Peletier in einer Nebenrolle auf. 2021 wurde bekannt, dass Lintz für die Serie Ms. Marvel, die Teil des Marvel Cinematic Universe ist, als Bruno Carrelli in einer zentralen Rolle als enger Freund der Hauptfigur Kamala Khan, dargestellt von Iman Vellani, besetzt wurde. Die Serie feierte im Juni 2022 ihre Premiere beim Streaminganbieter Disney+.
Lintz ist mit einer Studentin der Tiermedizin liiert.

## Filmografie (Auswahl)
- 2009: Halloween II
- 2010: The Crazies – Fürchte deinen Nächsten (The Crazies)
- 2010: Memphis Beat (Fernsehserie, Episode 1x02)
- 2010: The Way Home
- 2011: Army Wives (Fernsehserie, Episode 5x13)
- 2011: Cinderella Story – Es war einmal ein Lied (A Cinderella Story: Once Upon a Song)
- 2011: Level Up (Fernsehfilm)
- 2012: Piranha 2
- 2012: Was passiert, wenn’s passiert ist (What to Expect When You’re Expecting)
- 2012: Revolution (Fernsehserie, Episode 1x07)
- 2013: Banshee – Small Town. Big Secrets. (Banshee, Fernsehserie, Episode 1x06)
- 2013: Sleepy Hollow (Fernsehserie, Episode 1x050)
- 2014: Kill the Messenger
- 2015: Pixels
- 2016: Free State of Jones
- 2018: The Alienist – Die Einkreisung (The Alienist, Fernsehserie, 10 Episoden)
- 2018–2019: The Walking Dead (Fernsehserie, 11 Episoden)
- 2022: Ms. Marvel (Fernsehserie)